# Neven Subotić
Neven Subotić (Banja Luka, 10 de dezembro de 1988) é um ex- futebolista sérvio que atuava como zagueiro.

## Carreira
Filho de pais sérvios, sua família emigrou da antiga Iugoslávia para a Alemanha e posteriormente aos Estados Unidos. Foi contratado pelo Mainz 05 quando Jürgen Klopp era o treinador. Quando este passou a trabalhar no Borussia Dortmund em 2008, Subotić o seguiu.

## Seleção Nacional
Integrou as categorias de base da Seleção dos Estados Unidos. Entretanto, optou por defender a Seleção Sérvia principal, estreando no dia 28 de março de 2009, contra a Romênia, em partida válida pelas eliminatórias europeias da Copa do Mundo de 2010.

## Títulos
Borussia Dortmund
- Bundesliga: 2010–11, 2011–12
- Copa da Alemanha: 2011–12, 2016–17
- Supercopa da Alemanha: 2013, 2014